# Pornovideo
Pornovideo è un film pornografico del 1981 diretto da Giuliana Gamba con lo pseudonimo Therese Dunn.
Il film è l'esordio alla regia di Giuliana Gamba ed è completamente hardcore.

## Trama
Il protagonista è un professionista, innamorato di una spogliarellista hardcore, i cui spettacoli erotici vengono trasmessi in TV nelle ore notturne. L'uomo sogna di intrattenere un rapporto sessuale con la ragazza, ma come per magia, al suo risveglio ella si materializzerà nella realtà.

## Produzione
La pellicola è tra le più ardite della produzione pornografica italiana della prima metà degli Anni ottanta, infatti essa è ricordata principalmente per le scene di una fellatio tra due omosessuali e per una pioggia dorata, ovvero la pratica sessuale in cui un uomo orina addosso al proprio partner.